# Nagyon magas szintű programozási nyelv
A nagyon magas szintű programozási nyelvek olyan programozási nyelvek, ahol az absztrakció mértéke nagyon nagy. Elsősorban a programozás munkatermelékenységét növelő eszközként használják őket.
A nagyon magas szintű programozási nyelvek használata általában egy specifikus alkalmazásra, célra, vagy feladattípusra korlátozódik.
A hatókör ilyen behatároltsága miatt olyan nyelvtanuk (szintaxisuk) lehet, amelyet más programozási nyelvek sose használnak, például az angol nyelvtan.
Ebből adódóan a nagyon magas szintű programozási nyelveket gyakran célorientált nyelveknek is nevezik.
A nagyon magas szintű programozási nyelvek általában kereskedelmi szoftverek.
Néhány magas szintű nyelvet, mint például a Pythont, a JavaScriptet, a Rubyt és a Scheme-t is gyakran nagyon magas szintűnek tekintik.